# Mortes em abril de 2011
Mortes em 2011: ← Janeiro – Fevereiro – Março – Abril – Maio – Junho – Julho – Agosto – Setembro – Outubro – Novembro – Dezembro →
Esta é uma relação de pessoas notáveis que morreram durante o mês de abril de 2011, listando nome, nacionalidade, ocupação e ano de nascimento. 

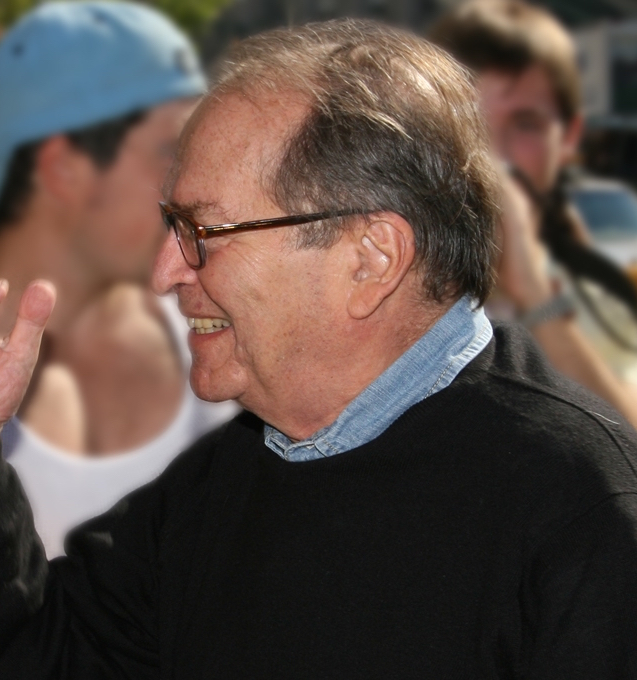
Sidney Lumet, cineasta estadunidense.

| Dia | Nome                       | Profissão ou motivo de reconhecimento | Nacionalidade        | Ano de nasc. | Ref    |
| --- | -------------------------- | ------------------------------------- | -------------------- | ------------ | ------ |
| 1   | Brynle Williams            | Ativista                              | País de Gales        | 1949         | [ 1 ]  |
| 1   | Manning Marable            | Professor                             | Estados Unidos       | 1950         | [ 2 ]  |
| 1   | Varkey Vithayathil         | Religioso                             | Índia                | 1927         | [ 3 ]  |
| 2   | Efrain Loyola              | Músico                                | Cuba                 | 1916         | [ 4 ]  |
| 3   | Calvin Russell             | Músico                                | Estados Unidos       | 1948         | [ 5 ]  |
| 3   | Gustavo Sondermann         | Automobilista                         | Brasil               | 1982         | [ 6 ]  |
| 3   | Kevin Jarre                | Roteirista                            | Estados Unidos       | 1954         | [ 7 ]  |
| 3   | Ulli Beier                 | Escritor                              | Alemanha             | 1922         | [ 8 ]  |
| 4   | Jackson Lago               | Político                              | Brasil               | 1930         | [ 9 ]  |
| 4   | Juan Tuñas                 | Futebolista                           | Cuba                 | 1917         | [ 10 ] |
| 4   | Juliano Mer-Khamis         | Ator                                  | Israel               | 1958         | [ 11 ] |
| 4   | Ned McWherter              | Político                              | Estados Unidos       | 1930         | [ 12 ] |
| 4   | Scott Columbus             | Músico                                | Estados Unidos       | 1956         | [ 13 ] |
| 4   | Wayne Robson               | Ator                                  | Canadá               | 1946         | [ 14 ] |
| 5   | Ange-Félix Patassé         | Ex-presidente de seu país             | Rep. Centro-Africana | 1937         | [ 15 ] |
| 5   | Baruch Blumberg            | Cientista                             | Estados Unidos       | 1925         | [ 16 ] |
| 5   | Flávio Alcaraz Gomes       | Jornalista                            | Brasil               | 1927         | [ 17 ] |
| 6   | Skip O'Brien               | Ator                                  | Estados Unidos       | 1950         | [ 18 ] |
| 6   | Thøger Birkeland           | Escritor                              | Dinamarca            | 1922         | [ 19 ] |
| 7   | Pierre Gauvreau            | Pintor                                | Canadá               | 1922         | [ 20 ] |
| 8   | Craig Thomas               | Escritor                              | País de Gales        | 1942         | [ 21 ] |
| 8   | Elena Zuasti               | Atriz                                 | Uruguai              | 1935         | [ 22 ] |
| 9   | Jerry Lawson               | Engenheiro eletrônico                 | Estados Unidos       | 1940         | [ 23 ] |
| 9   | Reali Júnior               | Jornalista                            | Brasil               | 1939         | [ 24 ] |
| 9   | Sidney Lumet               | Cineasta                              | Estados Unidos       | 1924         | [ 25 ] |
| 11  | Angela Scoular             | Atriz                                 | Inglaterra           | 1945         | [ 26 ] |
| 11  | Billy Bang                 | Músico                                | Estados Unidos       | 1947         | [ 27 ] |
| 11  | Larry Sweeney              | Wrestler                              | Estados Unidos       | 1980         | [ 28 ] |
| 11  | Lewis Binford              | Arqueólogo                            | Estados Unidos       | 1930         | [ 29 ] |
| 12  | Luis Benedit               | Artista                               | Argentina            | 1937         | [ 30 ] |
| 12  | Serginho Leite             | Humorista                             | Brasil               | 1955         | [ 31 ] |
| 14  | Trevor Bannister           | Ator                                  | Inglaterra           | 1934         | [ 32 ] |
| 14  | Walter Breuning            | Supercentenário                       | Estados Unidos       | 1896         | [ 33 ] |
| 14  | William Lipscomb           | Químico                               | Estados Unidos       | 1919         | [ 34 ] |
| 15  | Hélio Gueiros              | Político                              | Brasil               | 1925         | [ 35 ] |
| 15  | Vittorio Arrigoni          | Ativista                              | Itália               | 1974         | [ 36 ] |
| 16  | Allan Blakeney             | Político                              | Canadá               | 1925         | [ 37 ] |
| 16  | Ana Paula Rossi Braga      | Filha de Roberto Carlos               | Brasil               | 1964         | [ 38 ] |
| 16  | Chinesinho                 | Futebolista                           | Brasil               | 1935         | [ 39 ] |
| 16  | Zica Bérgami               | Compositora                           | Brasil               | 1913         | [ 40 ] |
| 17  | AJ Perez                   | Ator                                  | Filipinas            | 1993         | [ 41 ] |
| 17  | Michael Sarrazin           | Ator                                  | Canadá               | 1940         | [ 42 ] |
| 18  | Giovanni Saldarini         | Religioso                             | Itália               | 1924         | [ 43 ] |
| 18  | Olubayo Adefemi            | Futebolista                           | Nigéria              | 1985         | [ 44 ] |
| 18  | William Donald Schaefer    | Político                              | Estados Unidos       | 1921         | [ 45 ] |
| 19  | Elisabeth Sladen           | Atriz                                 | Inglaterra           | 1946         | [ 46 ] |
| 19  | Grete Waitz                | Atleta                                | Noruega              | 1953         | [ 47 ] |
| 20  | Chris Hondros              | Jornalista                            | Estados Unidos       | 1969         | [ 48 ] |
| 20  | Gerard Smith               | Músico                                | Estados Unidos       | 1975         | [ 49 ] |
| 20  | Osvaldo Miranda            | Ator                                  | Argentina            | 1915         | [ 50 ] |
| 20  | Tim Hetherington           | Jornalista                            | Inglaterra           | 1970         | [ 51 ] |
| 21  | Yoshiko Tanaka             | Atriz                                 | Japão                | 1955         | [ 52 ] |
| 22  | Carlos Monden              | Ator                                  | Chile/ México        | 1937         | [ 53 ] |
| 22  | Moin Akhter                | Ator                                  | Paquistão            | 1950         | [ 54 ] |
| 22  | Wiel Coerver               | Futebolista                           | Países Baixos        | 1924         | [ 55 ] |
| 23  | Norio Ohga                 | Empresário                            | Japão                | 1929         | [ 56 ] |
| 24  | Marie-France Pisier        | Atriz                                 | França               | 1944         | [ 57 ] |
| 24  | Sathya Sai Baba            | Guru                                  | Índia                | 1926         | [ 58 ] |
| 25  | Abdoulaye Hamani Diori     | Político                              | Nigéria              | 1946         | [ 59 ] |
| 25  | Gonzalo Rojas              | Escritor                              | Chile                | 1917         | [ 60 ] |
| 25  | María Isbert               | Atriz                                 | Espanha              | 1917         | [ 61 ] |
| 25  | Minoru Tanaka              | Ator                                  | Japão                | 1966         | [ 62 ] |
| 25  | Poly Styrene               | Cantora                               | Inglaterra           | 1957         | [ 63 ] |
| 25  | Rui Biriva                 | Músico                                | Brasil               | 1958         | [ 64 ] |
| 26  | Jim Mandich                | Jogador de futebol americano          | Estados Unidos       | 1948         | [ 65 ] |
| 26  | Vitorino Magalhães Godinho | Historiador                           | Portugal             | 1918         | [ 66 ] |
| 27  | Dag Stokke                 | Músico                                | Noruega              | 1967         | [ 67 ] |
| 27  | David Wilkerson            | Religioso                             | Estados Unidos       | 1931         | [ 68 ] |
| 27  | Neusinha Brizola           | Cantora                               | Brasil               | 1955         | [ 69 ] |
| 27  | Victor di Mello            | Cineasta e ator                       | Brasil               | 1940         | [ 70 ] |
| 28  | Enrique Arancibia Clavel   | Agente secreto                        | Chile                | 1944         | [ 71 ] |
| 28  | Erhard Loretan             | Alpinista                             | Suíça                | 1959         | [ 72 ] |
| 29  | Joanna Russ                | Escritora                             | Estados Unidos       | 1937         | [ 73 ] |
| 29  | Vladimir Krainev           | Músico                                | Rússia               | 1944         | [ 74 ] |
| 29  | Waldemar Baszanowski       | Atleta                                | Polónia              | 1935         | [ 75 ] |
| 30  | Ernesto Sabato             | Escritor                              | Argentina            | 1911         | [ 76 ] |
| 30  | José Massa                 | Político e empresário                 | Brasil               | 1943         | [ 77 ] |
| 30  | Richard Holmes             | Historiador                           | Inglaterra           | 1946         | [ 78 ] |
| 30  | Saif al-Arab al-Gaddafi    | Filho de Muammar Gaddafi              | Líbia                | 1981         | [ 79 ] |